# Atterbergovy meze

Atterbergovy meze vyjádřené v grafu

Atterbergovy meze, též konzistenční meze jsou v mechanice zemin takové stavy soudržných zemin (tzn. jílů a hlín), při nichž dochází ke změnám jejich konzistence. Patří mezi základní charakteristiky zemin, přičemž stanovují kritické množství obsahu vody v rámci daného objemu zeminy (vlhkost v procentech). Konzistenční stavy zemin jsou rozeznávány čtyři: tvrdý, pevný, plastický (dělený na tuhý plastický a měkký plastický) a kašovitý (též označován jako tekutý). Na jejich rozhraní jsou určovány tři hodnoty: mez smrštění, mez plasticity a mez tekutosti.
Meze stanovil v roce 1911 švédský chemik a agronom Albert Atterberg na základě svých pokusů s konzistencí a klasifikací jílů, později je upravil rakousko-americký geotechnik Arthur Casagrande.

## Mez smrštění
Mez smrštění {\displaystyle W_{S}} tvoří přechod mezi tvrdým a pevným konzistenčním stavem soudržných zemin. Definována je jako vlhkost, při které zemina během postupného vysušování už nemění (nezmenšuje) svůj objem nebo délku.

## Mez plasticity
Mez plasticity {\displaystyle W_{P}} odpovídá hranici mezi pevným a plastickým konzistenčním stavem. Jedná se tedy o nejnižší vlhkost, při níž se zemina ještě chová plasticky (při nižší vlhkosti již plasticitu ztrácí). Definována je jako vlhkost, pří níž se vzorek zeminy v podobě válečků o průměru 3 mm začne během jejich ručního vyvalování na podložce rozpadat na kousky 8 až 10 mm dlouhé.

## Mez tekutosti

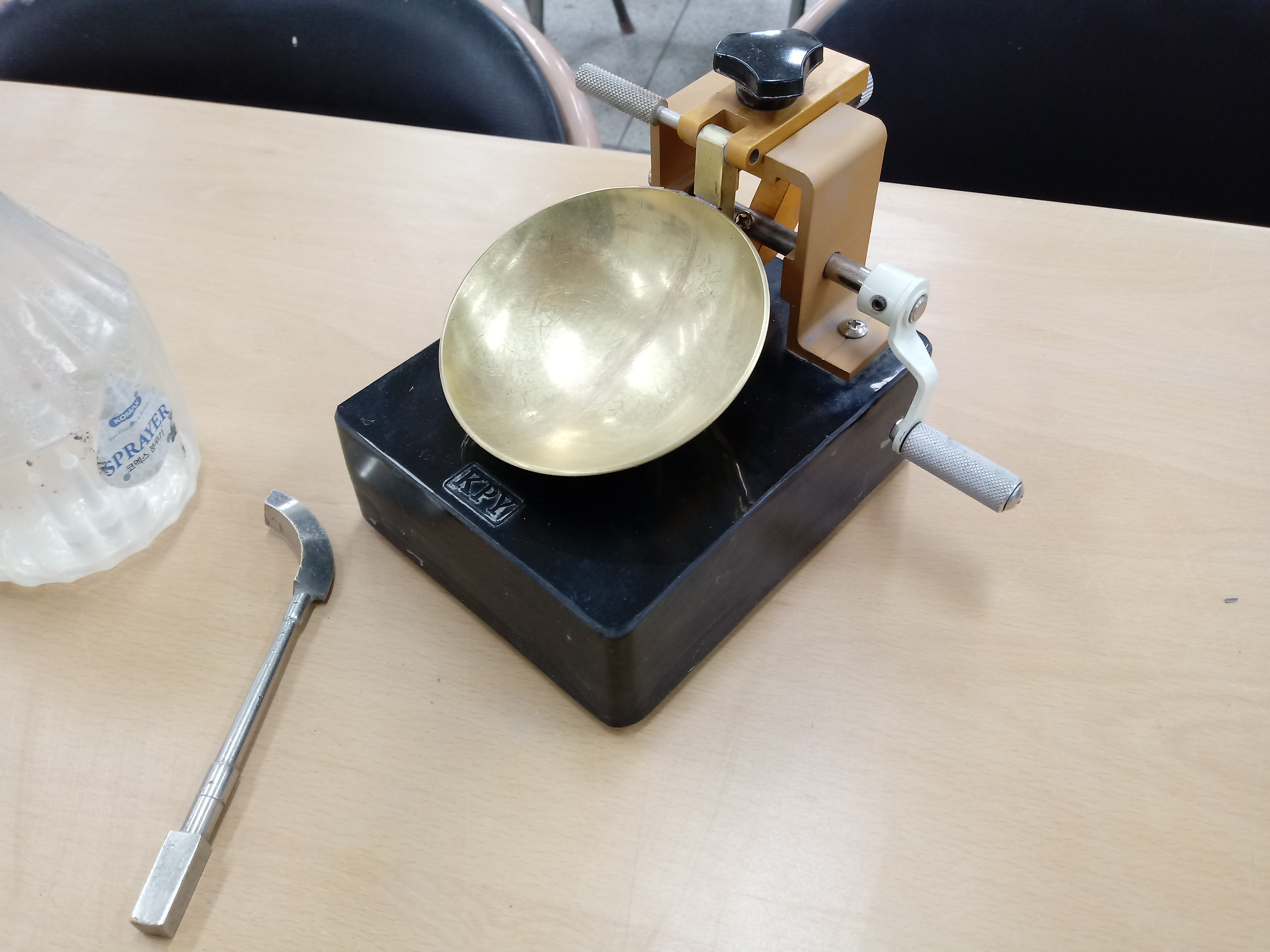
Casagrandeho přístroj

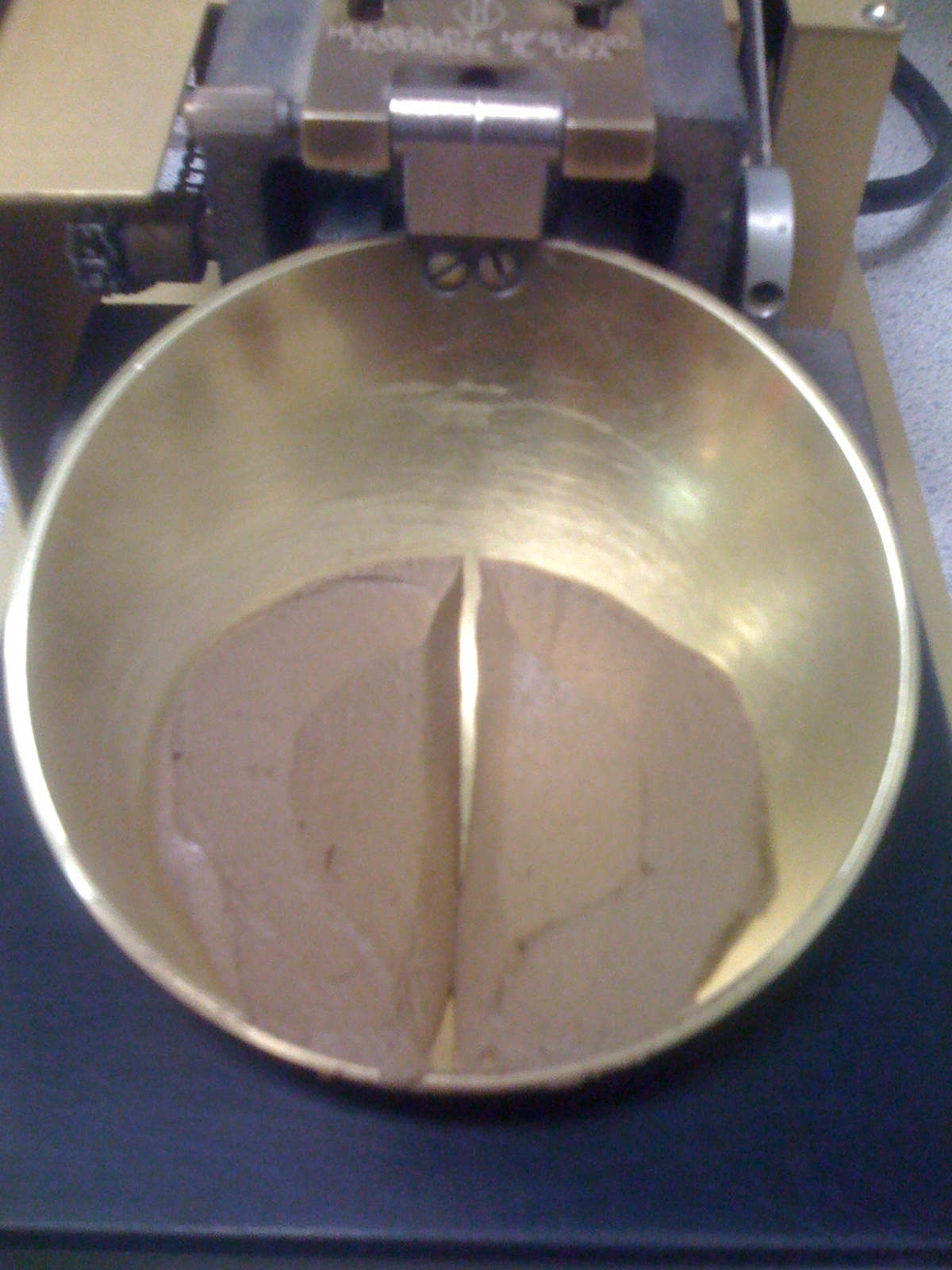
Vzorek zeminy, rozdělený na dvě části, v misce Casagrandeho přístroje

Mez tekutosti {\displaystyle W_{L}} je rozhraní mezi plastickým a kašovitým konzistenčním stavem. Jedná se tedy o vlhkost, při níž zemina přechází z tekutého stavu do stavu pevné látky, která se chová plasticky (či naopak). Určuje se speciálním Casagrandeho přístrojem, do jehož misky je vložen koláček zeminy, jenž je nožem rozdělen na dvě části. Přístroj 25krát udeří miskou o podložku rychlostí dvou úderů za sekundu. Hodnota meze tekutosti je získána, pokud se obě části koláčku zeminy slijí v dolní části misky v délce 12,5 mm.
Alternativně se může mez tekutosti určit kuželovou zkouškou, při níž se použije hladký kovový Vasiljevův kužel se středovým úhlem 30° a hmotností 76 g. Mez tekutosti odpovídá vlhkosti zeminy, při níž se kužel, položený na uhlazený povrch vzorku, zaboří vlastní tíhou během 5 sekund do hloubky 10 mm. V českém prostředí je však jako směrodatná považována první metoda s Casagrandeho přístrojem.

## Index plasticity
Schopnost zeminy vázat vodu, aniž by docházelo ke změně jejího stavu, určuje index plasticity {\displaystyle I_{P}}. Ten popisuje, jak intenzivní jsou vazby vody v zemině. Čím má zemina vyšší hodnotu indexu plasticity, tím je jílovitější a méně propustná. Naopak, čím má zemina nižší hodnotu indexu plasticity, tím lépe konsoliduje a je lépe zpracovatelná, avšak snadno se rozbředává.
Index plasticity (též číslo plasticity nebo číslo tvárlivosti) je definován jako rozdíl meze tekutosti a meze plasticity:
{\displaystyle I_{P}=W_{L}-W_{P}}
Podle hodnoty indexu plasticity rozdělil Atterberg zeminy do čtyř kategorií:
| Kategorie                    | IP    | Plasticita |
| ---------------------------- | ----- | ---------- |
| I. zeminy písčité            | <1    |            |
| II. písčité hlíny            | 1–10  | nízká      |
| III. písčité a prachové jíly | 10–20 | střední    |
| IV. jíly                     | >20   | vysoká     |

## Hodnoty mezí a indexu
Orientační hodnoty pro některé zeminy:
| Zemina                  | WL [%]  | WP [%]  | IP     |
| ----------------------- | ------- | ------- | ------ |
| jemnozrnný písek        | 10–20   | 10–20   | asi 1  |
| spraš (příklad)         | 25      | 20      | 5      |
| písčitá hlína (příklad) | 40      | 20      | 20     |
| jíl                     | 35–80   | 15–30   | 20–50  |
| vápnitý bentonit        | 200–300 | 120–180 | 80–180 |
| sodný bentonit          | 475     | 47      | 428    |